# 生活協同組合
生活協同組合（せいかつきょうどうくみあい、英語: consumers' co-operative、略称：生協〈せいきょう〉、CO・OP〈コープ〉）は、一般市民が集まって生活レベルの向上を目的に各種事業を行う協同組合である。
CO・OPはcooperativeの略で、協同組合全体を指す呼称であり、世界的には消費者が組合員となる生協よりは生産者や労働者が組合員となる農協・漁協やワーカーズ・コープのほうが組織数や構成員数が多い。国際協同組合同盟（ICA；International Co-operative Alliance）が協同組合の世界的な同盟組織である。

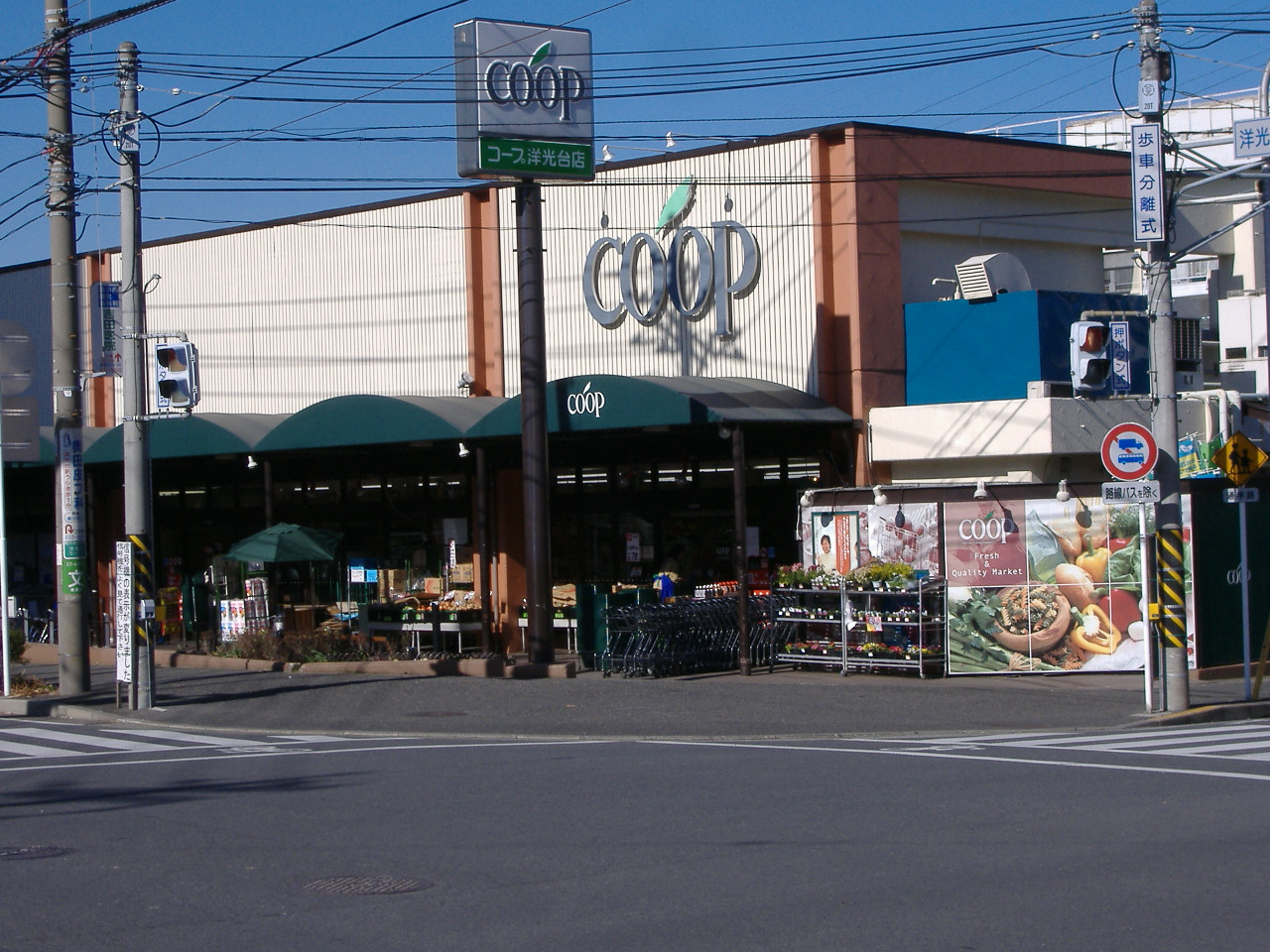
生協は市民自らの手による生活事業組織である。

世界的には、2016年時点で、2億5000万人が協同組合に参加して働いており、また総売上高は少なくとも年間2.2兆米ドルになることがICAより報告されている。

## 欧州

### イギリス

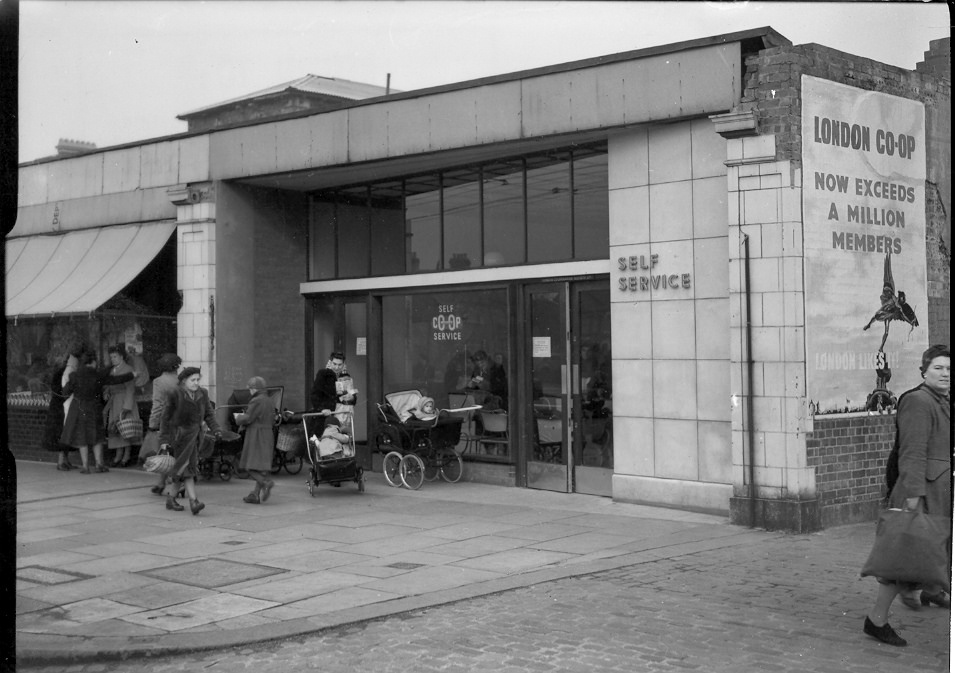
ロンドンにあった生協の店舗（1950年）

19世紀に英国の実業家であるロバート・オウエンが、働く者の生活安定を考えて、工場内に購買部（売店）などを設けた「理想工場」をスコットランドのニューラナークに設立したことにさかのぼる。マンチェスター郊外のロッチデールでは紡績業が盛んな工業地域だったが、工場労働者は生活用品を高く買わされており、度々ストライキが発生した。この後労働者達は資金を集めて、商品を安く購買できるロッチデール先駆者協同組合を設立、これが世界初の生活協同組合であり、近代的協同組合の先駆けとなった。
イギリスでは、ロッチデール先駆者協同組合の流れを汲むコープ・フード（英: Co-op Food）が、世界最大の生協として事業運営を続けている。本部はマンチェスターにある。

### イタリア
イタリアの生活協同組合はイギリスでの誕生から10年後に始まった。宅配ではなく店舗での展開がメインとなっている。イタリアの生活協同組合は組合員の一定数の利用がないと政府から減税措置が受けられないため、組合員の利用促進に特に熱心である。
イタリアには7つの巨大生協があり、ハイパーマーケット、スーパーストア、小型店舗などを各都市に展開している。特にイタリア北部では生協が発達し、イタリア全土の流通市場に占めるシェアは18%を超える。

## 日本
日本では、消費生活協同組合法（生協法）に基づいて設立され、食料品を中心とした購買事業と共済事業を主として展開されている。

### 日本の生協の歴史
日本では、内務大臣の品川弥二郎や平田東助が中心となって、資本主義の弊害是正、中産階級の育成、庶民の生活安定を目的として、ドイツの協同組合を見習って、1900年（明治33年）に産業組合法を制定した。産業組合法に基づく産業組合には、信用、販売、購買、利用の4つの業種があり、各地に各種の産業組合が設立された。これが農業協同組合（農協）、漁業協同組合（漁協）、信用金庫（信金）、信用協同組合（信組）等の母体となった。生活協同組合も当初の法的根拠としては、これが該当する。
生活協同組合が「農業協同組合」などと異なる歴史を持つ点として、「下からの組織」として労働者や消費者らが、自ら出資金を集めて設立し、事業を始めていったことが指摘される。その意味からは、現在の生活協同組合コープこうべが、賀川豊彦らが1920年（大正9年）頃に始めた「農民運動組織」や「購買組合」の流れを汲むものとして、日本国内の生協の祖であると伴に、最も歴史の古い生協として認められる。
戦後の生協は、消費生活協同組合法（昭和23年7月30日法律第200号）に基づいて設立されている。当初は、職場や学校、地域に小さな生協が無数に設立され、それらが合併や解散、新規設立等を繰り返して、現在の姿となっている。生協は県境を超えて事業を行ってはいけないという法律条項が長い間存在したので、県単位ごとにひとつの大きな生協にまとまる傾向が続いた面がある。またその一方で、同じ県内でも新たな生協が設立されるなどすると、互いに競合関係が生じる面もあり、生協同士で事業を競い合うという実態もある。
日本の地域生協の事業の特徴として、組合員がグループを作って、そこへトラックで配達するという「共同購入事業」が挙げられる。これは1970年（昭和45年）前後、日本で食の安全性に対する信頼が低下した時期に、大学生協を母体として各地で地域生協を設立する動きが広がり、その中で生まれてきた業態で、日本独自のシステムとなっている。

#### 生協運動と女性
コープこうべの源流の灘生活協同組合や神戸消費組合では1920年代から「家庭会」が行われ始めた。家庭会の中では主婦たちが裁縫の手順や食べ物の保存の仕方を学びあったり、社会や経済の動きの講話会を開催するなどしていた。日本の女性の参政権がまだない時代からの家庭会の活動は女性の権利の確立や女性の社会進出にもつながったと評される。戦後に永谷晴子は戦前から続く家庭会を発展させ、家事代行サービスのグループ ｢四ツ葉会｣ や経済的な自立を目指す女性たちが結成した「婦人共栄会」の立ち上げを主導した。また家庭会で協同炊事、自作紙芝居作りの普及、家計簿のつけ方の講習会や家計グループの組織化にも尽力した。永谷の活動は羽仁もと子の全国友の会の影響も強かったという。家庭会の活動は現在のコープこうべの組合員活動（通称「くみかつ」）や「コープくらしの助け合いの会」にも受け継がれている。
東京都では生活クラブ生協連合会の組合員たちから自分達の代表を地方議会に送ろうという運動が1970年代から始まった。代理人運動と称されるその運動は東京・生活者ネットワークという地域政党を結成するに至り、女性の議会進出への足がかりの1つとなった。代理人運動の議員の大半は女性であるという特徴がある。現在では東京のみならず、隣県の首都圏各県や札幌、長野、福岡などでも代理人運動の流れを汲み地域政党、地方議員が活動している。代理人運動の出身者としては、国会議員に大河原雅子（立憲民主党）がいる。首長には上原公子（元国立市長）がいる。
大阪府を中心とした関西圏では関西よつ葉連絡会が1970年代に発足。よつ葉は有機農法で作られた食品や安全な生活用品を会員に届ける事業体であり、連絡会には北摂・高槻生活協同組合と兵庫いきいきコープも含まれる。よつ葉は北摂地域や兵庫県内を中心に政治家の支援も行っている。ここには例として辻元清美（立憲民主党）、中川智子（元宝塚市長）がいる。

### 日本の生協の現況

#### 組合員
一般に「生協」と呼ぶ場合は、消費者を組合員とした市民生協を指す場合が多い。
2005年末現在
- 組合数：1,097組合
- 組合員数：6,032万人
- 出資金：1兆1,300億円
- 購買事業高：2兆9,256億円
- 店舗数：2,668店

生協は組合員からの出資金で運営している。組合員は生協を利用することが可能であり、運営にも参加できる。原則として生協の利用は組合員のみに限られている。出資金は脱退時に払い戻される。
生協の事業としては、食品や日用品、衣類など商品全般の共同仕入れから、小売までの生活物品の共同購買活動（店舗販売、宅配）が中心であるが、それ以外にも共済事業、医療・介護サービス、住宅の分譲、冠婚葬祭まで非常に多岐にわたる。
生協の中には、多重債務者や生活困窮者の生活再建のために低利融資する消費者信用生活協同組合（岩手県）、映画館を運営するみやこ映画生活協同組合（岩手県）、俳優、声優など芸能人のマネジメント業務（芸能事務所）を行う東京俳優生活協同組合（俳協・東京都）、都市ガスの供給を行う栄ガス消費生活協同組合（新潟県）のようなユニークな組合もある。
生協組織には全国労働者共済生活協同組合連合会（こくみん共済 coop・全労済）や日本生活協同組合連合会（日本生協連）、全国生活協同組合連合会（全国生協連）、全国大学生活協同組合連合会といった連合会もある。単位生協は各連合内で共同仕入れや共同事業を行うことも多いが、それぞれの生協は独立して経営されており、競合する部分もある。
共済事業では、労働組合組織から発展した全国労働者共済生活協同組合連合会（こくみん共済 coop）の「こくみん共済」「団体生命共済」や「マイカー共済」「火災・自然災害共済」、日本生協連の「CO-OP共済（たすけあい共済・新あいあい共済）」、全国生協連の「県民（都民・府民・道民）共済〈ただし神奈川県では「全国共済」〉」、独立生協（「神奈川県民共済」や「愛知県共済生活協同組合（ライフ共済）」など）が競合する。
一般的に、組合員が運営し、組合員自身が利用するという形態上、利益の追求よりも、消費者の立場に立った運営が行われている。大規模スーパーマーケットと比較して、必ずしも値段が安いわけではないが、消費者側の視点を持って販売されているという安全安心感を打ち出している。いわば、消費者の消費者による消費者のための組合である。
実店舗を有する場合、表面上は組合員以外も販売されている商品を購入することができる場合が多く一般のスーパーマーケットと変わらない。ただし組合員は、値引きサービスや決算における利用分量配当金を受けられるなど優遇される。

#### 共同購入事業
日本の生協の共同購入事業という業態は、世界的にも他にあまり類を見ない、珍しい業態として発達した。当初は取り扱いの品目数がかなり絞り込まれた構成で、一般流通商品とは差異化が図られたPB（プライベートブランド）商品を中心に取り扱い、利用する組合員の支持を得て発展した。
特に安全性にこだわった商品政策を連合会全体で持ち、そのことを通して業界の中でも先駆的役割を果たした。利用者のニーズを活かした商品開発でも先駆的に取り組んだ。
現在では、グループへの配達ではなく利用者個人宅への配達が多くなっている点と、取り扱い商品が量販店一般とあまり変わらなくなっている点において、同業他社との差異化がはかりにくくなっている。しかしながら、物流システムの構築の仕方や、商品設計の在り方において、引き続き独自のノウハウを持っている。

### 法制度
消費生活協同組合法に基づく組織については、
- 法人税優遇あり(協同組合等指定)
- 正当な理由なく加入を拒めない(第15条)
- 組合員は出資義務を負う (第16条)、議決権は出資割合によらず平等である(第2条,17条)
- 組合を特定の政党のために利用してはならない(第2条)
- 名称中に「（消費）生活協同組合」を入れなければならない（第3条）

### 各種団体

#### 主たる生協連合
日本生活協同組合連合会（日本生協連）
各地にある地域生協、職域生協、学校生協、大学生協、医療生協、共済生協など、約500の生協が会員となっている。 会員生協も日本生協連も、それぞれ独立した法人として事業・経営を行っている。
これらの生協の区分けは必ずしも厳密ではなく、大学生協と市民生協が一体化している室蘭工業大学生協、市民生協と職域生協が一体化しているトヨタ生活協同組合や刈谷生協などの例もある。また、地域農業協同組合が加盟しているケースも存在する。
2008年4月、改正された消費生活協同組合法が施行され、同連合会は共済事業を行うことができなくなったため、新たに連合会を設立し、共済事業（生命共済・火災共済の各事業を除く）を2009年3月21日付けで新連合会である日本コープ共済生活協同組合連合会（コープ共済連）へ移管した（下記参照）。
日本コープ共済生活協同組合連合会（コープ共済連）
生協法の改正により、これまで日本生協連で行ってきた共済事業を引き継ぐ目的に設立された、共済専門の生協の連合会。
CO･OP共済として、「たすけあい共済」・「新あいあい共済」・「あいぷらす」・「学生総合共済」「CO･OP火災共済＋自然災害共済」「マイカー共済」などを提供する。
最寄りの生協窓口（店舗または共同購入センター）やインターネットでの加入申し込みが可能。
全国労働者共済生活協同組合連合会（こくみん共済 coop）
共済を扱う生協である。もともとは労働組合に向けた共済だったが、現在は誰でも出資金を支払い組合員になれば利用することが出来る。
「こくみん共済」「総合医療共済」「団体生命共済」等の生命保障のほか、「火災共済」「自然災害共済」「マイカー共済」等の損害保障まで、多岐に渡る保障分野を主力制度として提供している。
2019年に「全労済」から「こくみん共済 coop」へ対外呼称が変更され、全国に「共済ショップ」と呼ばれる対面相談型店舗を多数持つ。
全国大学生活協同組合連合会（全国大学生協連）
各地の大学にある購買生協（大学生協）の中央組織。地域ごとの共同仕入れ等を行っているところもある。
日本医療福祉生活協同組合連合会（医療福祉生協連）
略称・医療福祉生協連。医療や福祉に従事する医療生協の全国組織で、全国111の医療生協が加盟。傘下に78病院・350診療所を擁する。

#### 生協連合
全国生活協同組合連合会（全国生協連）
都道府県単位の共済の生活協同組合の連合会
例・県民共済愛知県生活協同組合
全国共済生活協同組合連合会
火災保険の連合会
生協の事業連合
生協は県域・職域により活動が制限されるため、共同で仕入れるなど他の生協と協力したりして大きな事業を行う時等に事業連合を組織している。地域生協では事業連合単位での共同開発商品（プライベートブランド）が多く作り出されている。
コープ東北、コープデリ生活協同組合連合会、ユーコープ事業連合、コープ北陸事業連合、東海コープ事業連合、コープきんき事業連合、コープ中国四国事業連合、コープ九州事業連合、
生活クラブ事業連合生活協同組合連合会、パルシステム生活協同組合連合会、コープ自然派事業連合、生活協同組合連合会きらり、グリーンコープ生活協同組合連合会
都道府県単位の生活協同組合連合会
上記の連合会等とは別に、都道府県単位の連合会がある。各単協は、都道府県単位の連合会と事業毎の連合会の双方に属していることが多い。
子会社
生協組織自体は非営利の協同組合であるが、食品製造・加工やコンピュータシステム開発など特定の業務を行う目的で、個別生協や日本生協連などの連合会の出資による子会社（100%出資もある）が存在する。

### シンボル
生活協同組合のシンボルとして、虹色の旗が用いられる。

## 協同組合の研究

### 世界での研究
世界的には、カナダの協同組合運動家のアレクサンダー・レイドローによる「レイドロー報告」が、今日の協同組合運動の大きな指針となっている。この報告書では「組合員の民主的参加」や「協同組合の経済的目的だけでなく社会的目的」が基本的な考え方として唱えられた。これは、1980年ごろから経済状況が市場主義的な傾向を強める中で、協同組合も企業的な色合いを濃くしていたことに対して警鐘が鳴らされたものである。
イギリスのジャーナリストのポール・メイソンは、2015年に出版した’’PostCapitalism:A Guide to our Future’’のなかで、協同組合が2008年からの世界的な経済危機のなかでも組合数を増加させていること、安定的に雇用を生み出していることに着目している。ポスト資本主義社会での協同組合の役割に期待を寄せている。
イタリアの哲学者アントニオ・ネグリは、その著書のなかで、グローバリゼーションが進む現代にあって、協同組合の果たすべき役割に期待する旨の記述をしている。

### 日本での研究
日本では、生協総合研究所や協同組合総合研究所や日本協同組合学会などが、事業や組織の可能性について社会的な視点から研究を行い、提言などを行っている。